# Katana (Syria)
Katana (arab. قطنا) – miasto w Syrii, położone administracyjnie w prowincji Damaszek.